# Radboud (koning)

Het Friese woongebied ten tijde van koning Radboud, hier echter ten onrechte gelijkgesteld aan het Koninkrijk Friesland, dat een veel kleiner gebied besloeg

Radboud, of eigenlijk Radbod (Fries: Redbad, Oudfries: *Rêdbêd) (voor 670-719) was een koning van de Friezen. Hij wordt in kronieken en heiligenlevens genoemd als koning of hertog van Friesland en staat door christelijke-Frankische propaganda bekend als een heidense vorst die het christendom vijandig gezind was; een vijand van de kerk was hij beslist niet. Historici zijn verdeeld over hoe groot zijn machtsgebied was. Sommigen denken dat zijn machtsgebied zich waarschijnlijk over het grootste deel van West-Frisia uitstrekte, terwijl anderen denken dat hij over heel Frisia van Zwin tot Wezer heerste.

## Geschiedenis
Over Radboud zijn jeugd en jonge jaren is niets bekend. Hij werd vermoedelijk voor 670 geboren. Hoewel in latere kronieken wordt beweerd dat hij een zoon van Aldgisl was, bestaat hiervoor in het bronmateriaal uit die tijd geen bewijs. Hij groeide ongetwijfeld op in een familie die tot de Friese elite behoorde en kwam niet eerder aan de macht dan circa 680, na de dood van Aldgisl. Hij wordt rond 686 voor het eerst als koning genoemd in Beda's relaas over de reis naar Frisia van monnik Wictbert (Wigbert). Wicbert mocht van de koning twee jaar onder de Friezen prediken, maar hij had geen succes en bereikte niets bij zijn 'barbaarse gehoor'.

### Slag bij Dorestad
Radboud wordt gezien als een machtige heerser, maar het begin van zijn bewind verliep teleurstellend. Hij raakte herhaaldelijk in conflict met het Frankische Rijk en moest genoegen nemen met een ondergeschikte rol ten opzichte van zijn machtige buur. Tussen 688 en 695 leed hij een aantal nederlagen tegen de Frankische hofmeier Pepijn van Herstal, onder andere in de slag bij Dorestad. Halverwege de negentiger jaren sloten Radboud en Pepijn vrede, waarbij Radboud afstand deed van Fresia citerior, het grondgebied tussen de Oude Rijn en het Zwin. De oorspronkelijke zuidgrens van Frisia, het "Friese rijk", lag waarschijnlijk ter hoogte van de lijn tussen het tegenwoordige Gent en Brugge.

### Huwelijk van Theudesinda en Grimoald
Onderdeel van deze vrede was het sluiten van een huwelijk tussen Radbouds dochter Theudesinda met Pepijns zoon Grimoald de Jongere. Van dit huwelijk is niet met zekerheid bekend of er kinderen uit zijn geboren. Mogelijk was er een zoon met de naam Theudoald. 
Er bestaan aanwijzingen dat koning Radboud zich na zijn verdrijving uit Fresia citerior ophield in Kennemerland en in het benoorden de Oude Rijn gelegen deel van het Sticht Utrecht. Hij behield de macht in het Utrechtse Vechtgebied, dat deel van West-Frisia uitmaakte. Dit gebied zou door de Franken de gouw Nifterlake worden genoemd. Hij verbleef in zijn machtsgebied op een burcht Velsereburg geheten, gelegen aan de Felisena, waar Velsen naar genoemd was. Van daaruit beheerste hij zijn grondgebied, nadat hij afstand had moeten doen van de plaatsen Dorestad en Utrecht.

### Wursing
Radboud beschikte over grote kwaliteiten maar maakte vermoedelijk strategisch gebruik van de oorlogsdreiging waarin zijn land verkeerde. Zo beschuldigde hij waarschijnlijk sommige onderdanen van landverraad teneinde hun bezittingen verbeurd te verklaren en in beslag te nemen. In 708 gaf hij opdracht om Wursing (bijgenaamd Ado of Atto, waarschijnlijk van atta, vader), een belangrijke rechter, gevangen te zetten. Wursing had familiegoederen in Naarden, Werinon, Muiden, Utrecht en Attingahem (woonplaats van Atto, Breukelen). Wursing, de grootvader van Liudger, die tot de Friese elite behoorde wist met vrouw en kind op tijd te vluchten naar de Frankische hofmeier Grimoald de Jongere, die hem asiel verleende. Wursing behoorde tot de 'opportunistische elite die maar al te graag het christendom aannam en daarmee de Frankische overheerser in de kaart speelde.' Wursing, zijn vrouw Adelgarda en hun zoon Nothgrim lieten zich dopen en kregen van Grimoald in Frankisch gebied landgoederen in leen. Rond 714 probeerde Radbod zich met Wursing te verzoenen en beloofde hem zijn goederen terug te geven. Zelf bleef Wursing liever in het Frankische rijk; de goederen in het Vechtgebied werden aan zijn zoon Thiadgrim overgedragen. Thiadgrim werd zelfs in Radbods hofhouding opgenomen. Thiadgrim huwde Liafburg, uit een vooraanstaande familie in het Vechtgebied, zeer waarschijnlijk met Frankische sympathieën. Zij zouden de ouders worden van Liudger. Na Radbods dood en de inlijving van zijn gebied door de Franken, keerde Wursing terug naar zijn familiebezittingen en vestigde zich op zijn familiegoed te Zwezen aan de Vecht. Hij was er, net als zijn oudste zoon Nothgrim 'een steun en toeverlaat voor de missionaris Willibrord.'

### Moord op Grimoald
Kort voor Pepijns overlijden vond zijn enig overgebleven zoon Grimoald (Drogo was al in 708 gestorven) een gewelddadige dood. Op weg naar zijn zieke vader in Jupille aan de Maas, werd Grimoald, Radbouds schoonzoon, in de kerk van de heilige Lambertus in Luik door Rantgarus vermoord. Volgens de kroniekschrijver Sigebert van Gembloers (waarvan zijn klooster in  Frankisch gebied lag) zat Radboud achter de aanslag, maar deze verdachtmaking mist iedere grond. Bisschop Lambertus was vermoord, omdat hij zich uitsprak tegen de relatie van Pepijn met Alpaida, naast zijn wettelijke huwelijk met Plectrudis, Grimoalds moeder. Toen Pepijn voor hij stierf de macht overdroeg aan Theudoald, Grimoalds zoon bij een concubine, kwam Karel Martel, Pepijns zoon bij zijn tweede vrouw Alpaida, in verzet, omdat hij zich gepasseerd voelde.

### Karel Martel
De Frankische Burgeroorlog die na Pepijns dood (16 december 714) uitbrak, bood Radboud nieuwe kansen. Ragamfred, de Neustrische hofmeier van koning Chilperik II zocht toenadering tot Radboud om de erfgenamen van Pepijn te kunnen weerstaan. Zij sloten een bondgenootschap, waarbij afgesproken werd dat Radboud vanuit het noorden Austrasië zou aanvallen en Ragamfred vanuit het zuiden. De Friese koning maakte zich eerst meester van Utrecht en Dorestad en voer in 716 met een vloot de Rijn op, waar hij ter hoogte van Keulen zijn leger ontscheepte. In de slag bij Keulen overwon hij de Frankische hofmeier Karel Martel en voorzien van een enorme buit keerde hij daarna weer terug. Winfried (Bonifatius) trof volgens zijn hagiograaf Willibald tijdens zijn reis in 716 van Londen naar Dorestad onder meer door de twist verwoeste kerken aan en bezocht Radboud in Utrecht. Hij werd ruimhartig ontvangen en mocht vrijelijk door het Friese land reizen om te zien of er mogelijkheden waren voor een toekomstige missie. Bonifatius keerde teleurgesteld naar Engeland terug, toen hij had ervaren dat hij er niets kon beginnen.

### Overlijden
Teruggekeerd in Frisia maakte Radboud plannen om andermaal het Frankenrijk binnen te vallen, door een groot leger samen te brengen. Hij kreeg evenwel daartoe niet meer de gelegenheid, want door een ernstige ziekte getroffen stierf Radboud in de nazomer of vroege herfst van 719. De latere bisschop van Münster Altfried vermeldt in zijn Vita Liudgeri, dat nadat Radboud van het aardse toneel verdwenen was, Karel Martel Frisia ten westen van het Vlie gewapenderhand aan het Frankische rijk toevoegde.

## Familie, opvolging en afstammelingen
De naam van Radbouds echtgenote is niet overgeleverd, en het is onbekend hoeveel kinderen hij had. Hij had in ieder geval een dochter, Theudesinda die met een zoon van hofmeier Pepijn van Herstal trouwde, en er was ook sprake van een gelijknamige zoon die stierf in zijn doopkledij. De Echternachse monnik Theoderic beweerde in zijn Chronicon Epternacense (rond 1200) dat er in 714 naast de hofmeier Theudoald een gelijknamige zoon was die 'Grimoald had met Theudesinda, de dochter van koning Radbod'. De jeugdige hofmeier Theudoald, de zoon van Grimoald bij een concubine, stierf kort na de slag bij Compiègne in 715, waaraan hij had deelgenomen. De andere Theudoald, mogelijk Radbouds kleinzoon, kwam pas in 741 om het leven. Volgens een lokale traditie was ook Sint Fris van Bassoues een zoon van Radboud.
Uit de primaire bronnen is niet bekend wie Radboud opvolgde. Door latere historici wordt de Friese legeraanvoerder Poppo soms als diens opvolger beschouwd. Wat er precies gebeurde is in nevelen gehuld. Het enige gebeuren dat zeker is, is de inval van Karel Martel, de Frankische tegenstander van Radboud, kort na Radbouds dood. Karel viel het Friese rijk binnen en slaagde er vrij eenvoudig in een deel van de Friezen te onderwerpen. Frisia tot aan het Vlie viel in Frankische handen.
Eveneens is onduidelijk hoe het zit met de zogenaamde afstammelingen van Radboud, waarvan in latere geschriften wel verslag wordt gedaan, o.a. in de Vita S. Radbodi uit de 10e eeuw. Daarin staat dat de Utrechtse bisschop Radbod via zijn moeder van de koning afstamde. Bovendien gaan sommige historici ervan uit dat het steeds terugkeren van dezelfde naam erop wijst dat sprake is van een dynastie. Zo droeg de kleinzoon van de eerste 'Hollandse' graaf Gerulf de naam Radbod. Gerulfs zoon Waldger had nauwe banden met de Utrechtse bisschop. Sommigen van deze (afstammelingen) waren ervan overtuigd dat zij van koning Radboud afstamden.

## Sagen
Naast de historische kennis zijn er over Redbad veel mythes en verhalen overgeleverd. Die sagen zijn van latere datum uit de middeleeuwen, deels geschreven door monniken en afkomstig uit Denemarken, Duitsland en Nederland, De sagen uit Nederland komen uit Kennemerland, Egmond en Utrecht. Diverse andere verhalen komen uit de regio Ost-Friesland Deze verhalen lijken zich in verscheidene tijdperken af te spelen en Redbad speelt hierin soms uiteenlopende rollen.
- Omund de Dwingeland uit Waling Dijkstra's Uit Friesland's volksleven van vroeger en later deel 1. Nadat Radboud de eerste nog geen jaar geregeerd heeft werd hij door Noormannen (mogelijke Denen) ontvoerd en naar Denemarken vervoerd. Omund, een Deense stadhouder wordt aangesteld als koning van Friesland. Omund vernederden de Friezen tot staat van slavernij door hen houten halsbanden te laten dragen, daarnaast moesten zij in hun woningen deuren maken richting het noorden waar de Noormannen (mogelijk Denen) leven. De deuren zijn zo laag zijn dat als de Friezen naar buiten willen ze al bukkend naar buiten moeten lopen. Doordat Radboud zich zo verdienstelijk maakt aan de Deense koning wordt hij weer in vrijheid gesteld.
- Radbod en het wonder aan de Rekere.[18] Toen Radboud in Opperdoes bij Medemblik de oorlogsbuit deelde van zijn overwinning op Karel Martel (716), koos hij voor zichzelf een mooi Frankisch zwaard. Op weg naar huis kwam uit de Rekere de god van de zee tevoorschijn, die eerst een zwarte zwaan was geweest. De zeegod ruilde het Frankische zwaard voor het zwaard Asbran, van 'hem die over alle mensen heerst', want Asbran was voor 'degene die de mensen zal verdedigen wanneer de dag aanbreekt dat het volk tot slavernij wordt gebracht.' Na Radbouds dood (719) moest het zwaard in de zee worden geworpen, zodat het naar de zeegod kon terugkeren. Daarna vloog de zwarte zwaan, vergezeld door zes witte, naar de Noordzee. Ook Arthurs zwaard Excalibur werd volgens de legende na zijn dood in het water geworpen.
- Het Hengstegat uit S.Franke Legenden langs de Noordzee. Koning Radboud was onderweg naar Oost-Friesland op zijn trotse hengst. Hij moest de Eems over en omdat hij Koning Radboud was sprong hij bij Otterdum de brede rivier over. In diverse verhalen wordt koning Radboud gemaakt tot de Wilde Jager of aanvoerder van de Wilde Jacht waarbij  vergelijkingen worden gemaakt met Odin, welke volgens de Noorse mythologie (opgeschreven in de 13e in de Prosse Edda en Poetic Edda)  de aanvoerder was van de Wilde Jacht. Een ander verhaal De Robuluswagen uit S.Franke Legenden langs de Noordzee en dezelfde verhalen in Duits uit Oost-Friesland gaan over Radboud en vermeld in Het Koningsvaandel uit 2014 van Pieter Winsemius verteld dat alleen Friezen of mensen die heel erg van Friesland houden als het stormt bij Koehool kunnen zien.

- Odins stad. Theun de Vries debuteerde in 1925 met zijn Friesche sagen, geïnspireerd door Waling Dijkstra's Uit Friesland's volksleven van vroeger en later (1896). In Odins stad (Wartna) wordt Redbalds koningsgeslacht vermeld. Na hem kwamen volgens dit verhaal Aldgilles, Redbald, Condebald (Gondebald), Aldgilles en Gerbrand. Het koningsgeslacht trok zich terug van Medemblik op Wartna. Eind 12e eeuw maakte de smid Wybo, zoon van smid Redbald, een einde aan de eendracht van het geslacht en doodde zijn doodgewaande, maar tot het christendom bekeerde tweelingbroer. Dat betekende volgens de vloek, die tijdens de stichting van Odins stad was uitgesproken, het einde van Wartna.

### Doop

Radboud die zich op het laatste moment niet liet dopen; Borduursel uit (vermoedelijk) het begin van de 16e eeuw.

Een van de bekendste legenden gaat over zijn doop. Volgens een over Wulfram geschreven hagiografie wilde Radboud zich aanvankelijk door deze Frankische missionaris (in latere legendes ook wel door Willibrord) laten dopen, maar zag Radboud daar op het laatste moment vanaf. Net voor de onderdompeling in het doopvont vroeg Radboud aan Wulfram of het grootste deel van de Friese adel (Radbouds voorouders) in de hemel zou zijn. Wulfram antwoordde dat dat niet het geval was, zij waren immers niet gedoopt en zouden dus in de hel verblijven. Radboud bedacht zich en liet weten dat hij dan een hiernamaals met zijn voorgangers verkoos en trok zich terug.
Over Radboud zijn in de loop van de geschiedenis meerdere sagen en legendes ontstaan zoals Fan tha koningen Karle ende Redbad. Hoogstwaarschijnlijk behoort de passage over de doop ook tot de legendevorming.

## Vernoeming
Radbouds naam werd door een van zijn nakomelingen opnieuw gebruikt, namelijk door bisschop Radboud van Utrecht (ca. 850 - 917). Naar deze bisschop, die later heilig verklaard werd, werd de Sint-Radboudstichting genoemd, opgericht in 1905, met als doel de bevordering van het katholiek hoger onderwijs in Nederland en in het bijzonder de oprichting van een katholieke universiteit. De universiteit werd in 1923 geopend, de Katholieke Universiteit Nijmegen (KUN), en in 1956 het bijbehorende Sint-Radboudziekenhuis (nu Radboudumc). Op 1 september 2004 heeft de universiteit de naam Radboud Universiteit Nijmegen aangenomen.
In Medemblik bevindt zich kasteel Radboud. Dit door Floris V gebouwde kasteel werd het "Huis te Medemblik" genoemd. In de loop van de 17e eeuw verschijnt hier en daar de naam Kasteel Radboud, naar een verhaal dat het kasteel oorspronkelijk een Friese versterking gebouwd door koning Radboud zou zijn geweest. De naam bleek populair en wordt tot op de dag van vandaag gebruikt. 

## Film
De film Redbad (2018) is geïnspireerd op zijn leven.